# Modern Austrian Literature
Modern Austrian Literature ist eine ursprünglich der Schnitzler-Forschung vorbehaltene Fachzeitschrift für österreichische Literaturgeschichte. Heute werden auch allgemein Beiträge zur neueren österreichischen Literatur veröffentlicht. Die Zeitschrift erscheint vierteljährlich als Journal der Modern Austrian Literature and Culture Association oder MALCA, die vormals als Arthur Schnitzler Research Association firmierte. Redaktionell wird die Zeitschrift an den Universitäten Bowling Green State University und an der Rice University betreut, die publizierten Beiträge sind auf Englisch oder Deutsch.